# Eriogonum suffruticosum
Eriogonum suffruticosum är en slideväxtart som beskrevs av S. Wats.. Eriogonum suffruticosum ingår i släktet Eriogonum och familjen slideväxter. Inga underarter finns listade i Catalogue of Life.